# 범노래미
범노래미(영어: lingcod)는 쥐노래미과 범노래미속의 현존하는 유일종이다. 학명은 오피오돈 엘롱가투스(학명: Ophiodon elongatus).
알래스카 슈마긴군도에서 멕시코 바하칼리포르니아반도에 이르기까지 북아메리카 서해안(태평양 해안)에 서식한다. 신장과 체중은 최대 152 센티미터, 59 킬로그램까지 자란다. 북미에서 인기 좋은 식용어다. 회색조에 점박이 무늬가 있으나, 요리하면 색깔은 없어진다. 이 색상은 빌리베르딘 색소에 의한 것으로 추측되나 아직까지 확실한 것은 아니다.